# Plectranthias grahami
Plectranthias grahami là một loài cá biển thuộc chi Plectranthias trong họ Cá mú. Loài này được mô tả lần đầu tiên vào năm 2021.

## Từ nguyên
Từ định danh grahami được đặt theo tên của Ken Graham, nhà sinh học thủy sản tại Cục Công nghiệp New South Wales, người đã thu thập mẫu định danh của loài cá này.

## Phân bố và môi trường sống
P. grahami hiện chỉ được biết đến ở ngoài khơi bang New South Wales (Úc), thuộc vùng bờ biển Tasman, được tìm thấy ở độ sâu khoảng 457–485 m.

## Mô tả
Chiều dài lớn nhất được biết đến ở P. grahami là 12,3 cm. Màu sắc khi mẫu vật còn tươi không được ghi chép lại. Mẫu định danh đã khô cho thấy có một mảng màu nâu đen từ giữa vây lưng kéo dài xuống khoảng 6 hàng phía dưới đường bên, thêm một đốm mờ ở giữa bên phía cuối cuống đuôi.
Số gai vây lưng: 10; Số tia vây lưng: 15; Số gai vây hậu môn: 3; Số tia vây hậu môn: 7; Số tia vây ngực: 18; Số vảy đường bên: 41–42.